# Oriol Romeu
Oriol Romeu Vidal (pronunție în spaniolă [oˈɾjol roˈmew]; n. 24 septembrie 1991, Ulldecona⁠(d), Catalonia, Spania) este un fotbalist profesionist spaniol care joacă ca mijlocaș defensiv la Barcelona în La Liga.
Romeu și-a început cariera la Barcelona, jucând pentru echipa de rezerve Barcelona B. În 2011, s-a alăturat lui Chelsea pentru 5 euro milioane, petrecând timp împrumutat la Valencia și VfB Stuttgart, înainte de a se muta la Southampton patru ani mai târziu. A jucat de 256 de ori pentru Southampton înainte de a reveni în La Liga cu Girona în 2022.
Romeu a reprezentat Spania până la sub 21 de ani și a făcut parte din echipa sub 17, care a câștigat Campionatul European din 2008. De asemenea, a jucat pentru țară la Jocurile Olimpice din 2012.

## Cariera la cluburile de fotbal

### Barcelona
Născut în Ulldecona, Tarragona, Catalonia, Romeu și-a început cariera la CF Ulldecona local. A ajuns la academia de tineret a lui FC Barcelona în 2004, de laRCD Espanyol, și a progresat prin academia de tineret a clubului până a intrat în echipa de rezerve.  Managerul Pep Guardiola i-a oferit prima sa apariție pentru echipa de seniori într-un amical împotriva echipei Kuweitian Kazma Sporting Club și, ulterior, l-a inclus în echipa pentru Cupa Mondială a Cluburilor FIFA 2009, care a avut loc la Abu Dhabi. 
Romeu a fost inclus în echipa de nouăsprezece jucători ai Barcelonei pe 13 august 2010, din cauza nevoii de a-i odihni pe unii dintre internaționalii spanioli ai Barcelonei. El urma să înfrunte Sevilla în prima manșă a Supercupei Spaniei a sezonului . Și-a făcut debutul oficial competitiv în acel joc, jucând toate nouăzeci de minute în înfrângerea cu 1–3 în deplasare.  
Romeu și-a făcut prima apariție în La Liga pe 15 mai 2011, jucând ultimele zece minute ale unui egal 0-0 pe teren propriu împotriva lui Deportivo de La Coruña, în locul unui alt tânăr promovat de la echipa de rezerve, Jonathan dos Santos. 

### Chelsea

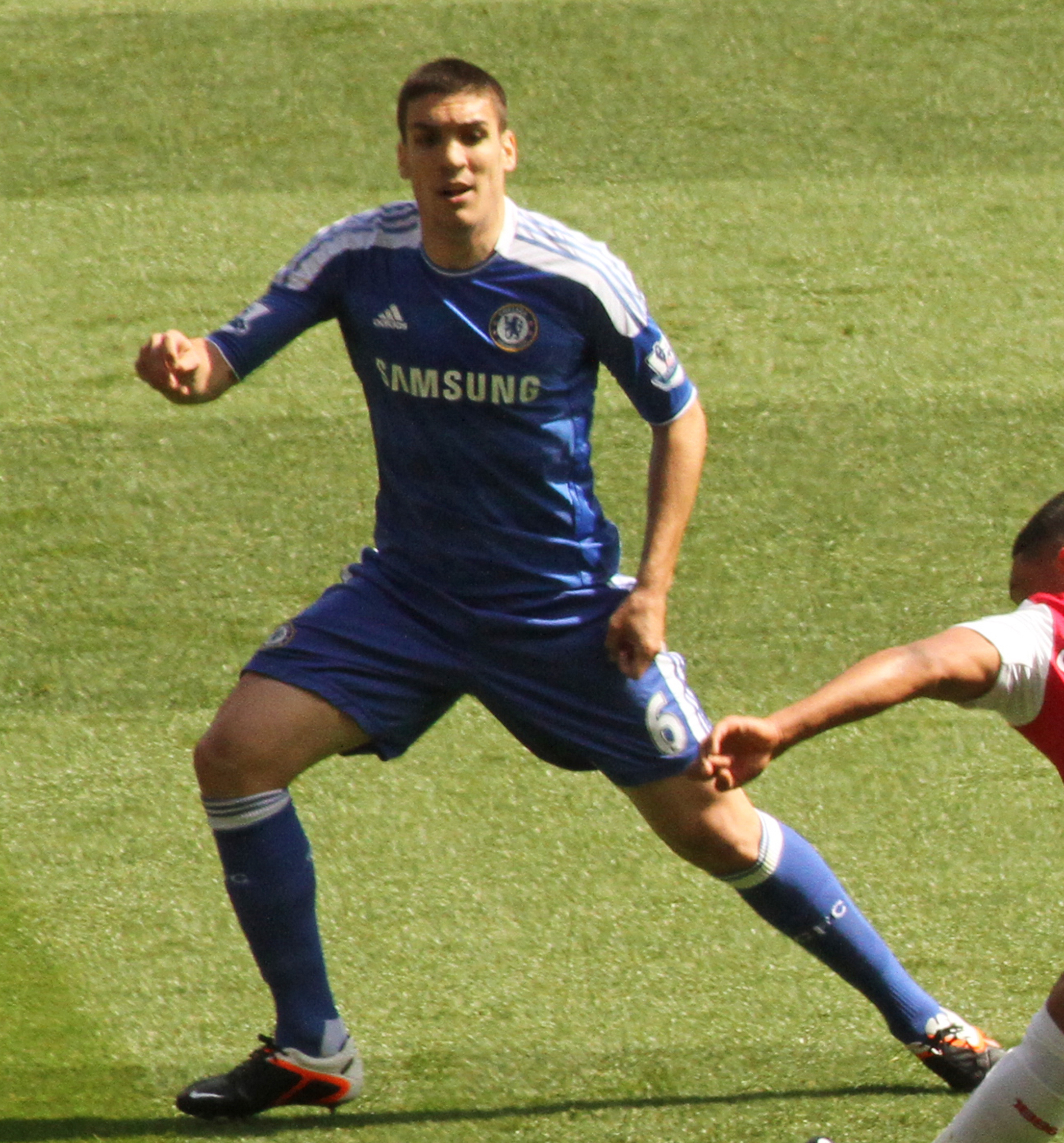
Romeu a jucat pentru Chelsea în 2012

Rapoartele au început să-l lege pe Romeu de o mutare la Chelsea pe 22 iulie 2011.  A doua zi, a convenit condițiile pentru transferul său, în așteptarea unui termen medical sau personal, deoarece se afla cu echipa națională la Cupa Mondială FIFA U-20 2011.  Pe 4 august, clubul englez a anunțat finalizarea transferului, jucătorul semnând un contract pe patru ani  într-o afacere în valoare de 5 milioane de euro.
Romeu și-a făcut debutul oficial pentru Chelsea pe 10 septembrie 2011, folosit de pe banca de rezerve în minutul 79 al victoriei cu 2-1 în deplasare împotriva lui Sunderland.  A jucat primul meci ca titular pe 21, într-o remiză 0–0 (victorie la loviturile de departajare) împotriva lui Fulham în Cupa Ligii. 
Prima apariție a lui Romeu în UEFA Champions League a avut loc pe 19 octombrie 2011, jucând toate cele 90 de minute într-o victorie cu 5-0 pe teren propriu în faza grupelor împotriva lui KRC Genk.  Primul său meci ca titular în Premier League a fost împotriva lui Wolverhampton Wanderers pe 26 noiembrie, realizând o performanță solidă într-o victorie cu 3-0 acasă. 
În decembrie 2011, Chelsea a emis o declarație cu privire la înțelegerea privind clauza de răscumpărare a lui Romeu cu Barcelona. Declarația a evidențiat că gruparea blaugrana nu avea o clauză de răscumpărare automată, așa cum sa sugerat mai întâi, având doar un prim refuz pentru orice înțelegere dacă albaștrii voiau să-l vândă în viitor. 
Pe 25 septembrie 2012, Romeu a marcat primul său gol pentru Chelsea, transformând un penalty într-o victorie cu 6-0 împotriva lui Wolves pe Stamford Bridge în Cupa Ligii.  Managerul Roberto Di Matteo a declarat că plecările lui Yossi Benayoun, Michael Essien și Raul Meireles ar însemna mai multe oportunități de joc pentru spaniol; cu toate acestea, pe 11 decembrie, a suferit o accidentare la genunchi într-un meci împotriva lui Sunderland, fiind exclus pentru restul sezonului. 

#### Împrumut la Valencia
Pe 12 iulie 2013, Romeu s-a întors în Spania și s-a alăturat lui Valencia într-un contract de împrumut pe un sezon.  Și-a făcut debutul pentru club pe 15 septembrie, într-o înfrângere cu 3-1 cu Real Betis.  În februarie, în timpul antrenamentului, Romeu a suferit o altă accidentare la genunchi, care l-a ținut în afara jocului timp de o lună.  În perioada petrecută cu Valencia, Romeu a jucat în total 18 meciuri.

#### Împrumut la Stuttgart
Pe 17 iulie 2014, Romeu a semnat un nou contract cu Chelsea, păstrându-l la club până în 2017.  Pe 4 august, însă, a fost împrumutat la VfB Stuttgart în Germania.  Și-a făcut debutul douăzeci de zile mai târziu, într-o remiză 1–1 cu Borussia Mönchengladbach. 

### Southampton

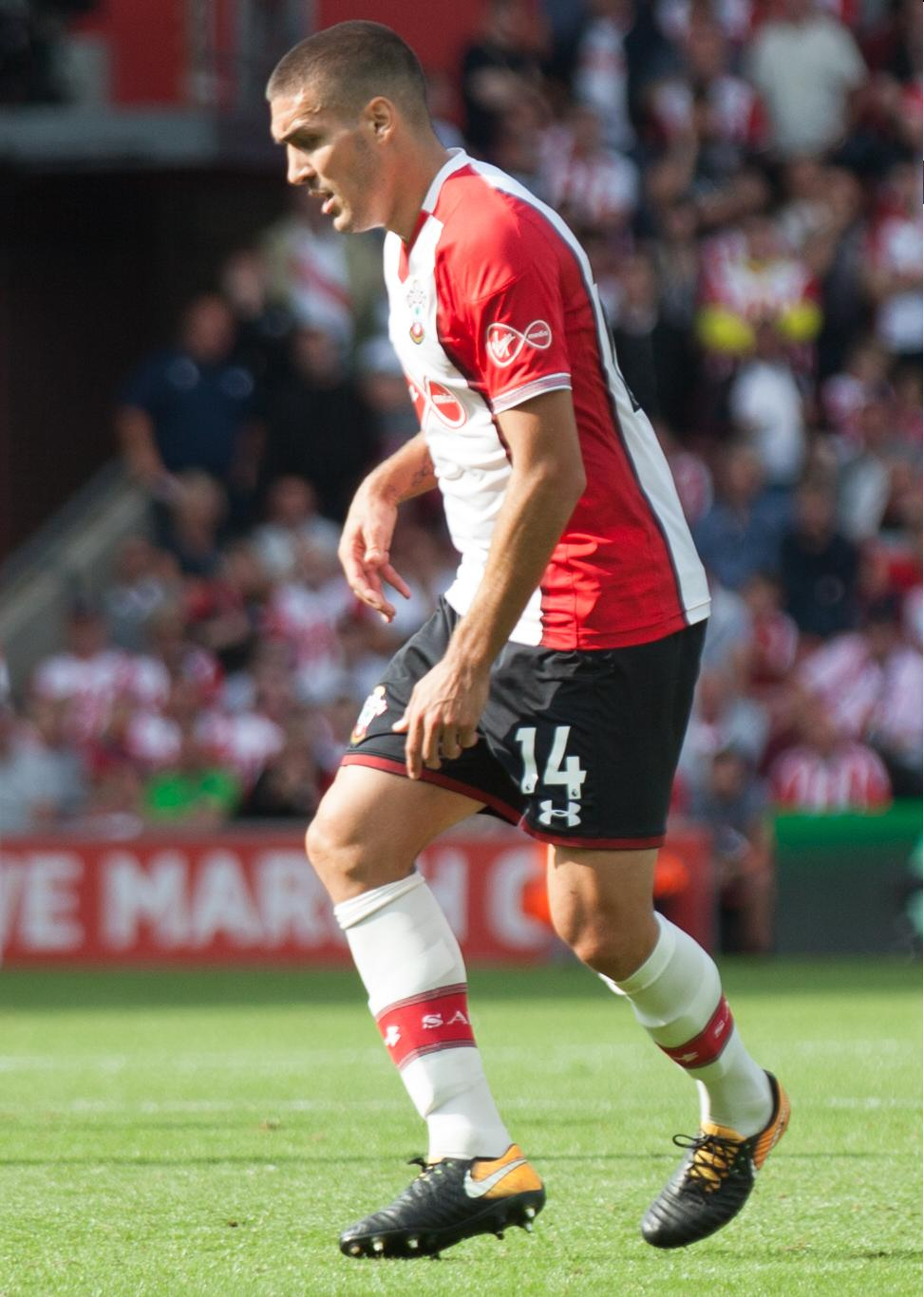
Romeu a jucat pentru Southampton în 2017

Pe 13 august 2015, Romeu s-a alăturat lui Southampton pentru 5 milioane de lire sterline și un contract trei ani.   Și-a făcut debutul două zile mai târziu, intrând de pe banca de rezerve în locul lui Dušan Tadić, într-o înfrângere cu 3-0 pe teren propriu cu Everton, primind un cartonaș după trei minute pentru un fault asupra lui James McCarthy.  A marcat primul său gol pentru Saints – și primul într-o ligă profesionistă – pe 5 decembrie, într-o remiză 1–1 împotriva lui Aston Villa pe Stadionul St Mary. 
După ce a ratat un singur meci din campionat în tot sezonul pentru Saints lui Claude Puel, Romeu a semnat un nou contract de patru ani și jumătate pe 24 ianuarie 2017.  Puel l-a comparat pe Romeu cu jucătorul de la Chelsea, N'Golo Kanté.  A fost votat Jucătorul sezonului al clubului,  la sfârșitul unei campanii care ia văzut în finala Cupei EFL. 
În noiembrie 2020, Romeu a semnat un nou contract pentru a-l menține la Southampton până în vara anului 2023.  La 23 februarie 2021, Southampton a suferit o înfrângere împotriva lui Leeds United cu scorul de 3-0.  În același meci, Romeu a suferit o accidentare la gleznă și a necesitat o intervenție chirurgicală, care era de așteptat să-l facă să rateze restul sezonului.  Cu toate acestea, a reușit să revină în ultima etapă a sezonului 2020-2021, înlocuindu-l pe Kyle Walker-Peters în înfrângerea cu 3-0 a lui Southampton în fața lui West Ham United. 

### Girona
La 1 septembrie 2022, Romeu a finalizat un transfer permanent la Girona. 

### Întoarcere la Barcelona
Pe 19 iulie 2023, Romeu s-a întors la fostul său club, Barcelona, cu un contract de trei ani. 

## Cariera internațională
A participat la Campionatul European de fotbal Under-17 2008 cu Spania, jucând patru meciuri și ajutându-și țara să obțină o eventuală victorie în turneu. 
După ce și-a făcut debutul profesionist la Barcelona în 2009, Romeu a devenit un pilon de bază în echipele naționale sub-19 și sub-20, participând foarte mult în turul de calificare de elită al Campionatului UEFA Under-19 din 2010. 
A făcut parte din echipa Spaniei, care a fost eliminată din grupa sa la Jocurile Olimpice din 2012, a intrat de pe bancă în primul lor meci și a început ultimul.

## Palmares
Barcelona
- La Liga: 2010–11 [41]
- Supercopa de España: 2010 [42]

Chelsea
- Cupa FA: 2011–12 [43]
- UEFA Champions League: 2011–12 [44]

Southampton
- Vice-campion al Cupei EFL: 2016–17 [32]

Spania U17
- Campionatul European UEFA Under-17: 2008 [39]

Spania U19
- Vice-campion al Campionatului European UEFA Under-19: 2010 [45]

Individual
- Jucătorul sezonului a lui Southampton: 2016–17 [31]